# Islamia laiae
Islamia laiae là một loài ốc nước ngọt cỡ nhỏ có mang và nắp, là động vật thân mềm chân bụng sống dưới nước thuộc họ Hydrobiidae.

## Phân bố
Loài này có ở Mallorca.